# Río Ancares
El río Ancares es un río del noroeste de la península ibérica, situado al norte de la comarca del Bierzo en León, España. Discurre por los municipios de Valle de Ancares y de Vega de Espinareda y da nombre a la comarca tradicional de Ancares.
El hidrónimo Ancares se aplica estrictamente a partir de la confluencia del río Cuíña con el arroyo de la Vega, muy cerca de la localidad de Candín.

## Curso
El río Cuíña nace en la ladera noreste del pico homónimo (cuíña en gallego significa "colina" y se escribe con tilde sobre la i; sin embargo, en castellano es frecuente la grafía diptongada) y discurre por el valle de Ancares, en el que recibe por la izquierda las aguas del arroyo de Miravalles, que baja desde la ladera oriental del pico Miravalles. Precisamente por ser el curso fluvial que forma el valle de Ancares, en ocasiones, el río Cuíña es considerado ya río Ancares desde su nacimiento. Atraviesa los pueblos de Tejedo y de Pereda antes de unirse al arroyo de la Vega junto a la capital municipal.
La otra fuente del río es el arroyo de la Vega, que en su curso alto también se conoce como barranco de Valín Ramín. Nace en las laderas meridionales de las montañas que separan la vertiente ancaresa de la del valle de Fornela, en el que nace el río Cúa. El arroyo de la Vega fluye hacia el sur, pasando por el núcleo de Suertes y desde el puente viejo de Espinareda está vedado para la pesca hasta su confluencia con el Cuíña.
En buena parte de su recorrido, el río Ancares discurre entre rocas pizarrosas y areniscas, que disminuyen de tamaño y se mezclan con limo al entrar en la depresión berciana. Con abundancia de corrientes rápidas, pozas y tabladas, recorre un estrecho valle que alcanza su mayor angostura entre Sorbeira y San Martín de Moreda.
La anchura media del cauce es de 4 a 8 metros en los tramos altos, y de 10 a 20 metros en los medios y bajos.
Desemboca finalmente en el Cúa, en el punto donde confluyen los ayuntamientos de Vega de Espinareda, Arganza, Villafranca del Bierzo y Cacabelos, cerca de las localidades de San Pedro de Olleros y de Espanillo. En la medida en que es un subafluente del río Sil, pertenece a la Confederación Hidrográfica del Miño-Sil.
En el río Ancares abunda la trucha y, antes de la construcción de presas, también la anguila.
Aparece descrito en el segundo volumen del Diccionario geográfico-estadístico-histórico de España y sus posesiones de Ultramar de Pascual Madoz con las siguientes palabras:

ANCARES: r. en la prov. de Leon, part. jud. de Villafranca del Vierzo: tiene su origen en el valle del mismo nombre en un lago formado por varios manantiales que nacen en el monte titulado Campanario de Ferreria al E. del alto de Pico de Orrio, que por aquella parte divide la prov, de Leon de la de Lugo: sigue su curso de O. á S. atravesando dicho valle hasta el sitio que llaman Cruz de Villar, en cuyo punto varia de direccion, y marcha de E. á S. por entre una cord. de montes hasta los Puliñeiros en donde desemboca en el Cua y pierde su nombre. Desde su nacimiento deja á la izq. los pueblos de Tejedo, Suertes, Espinareda, Víllaumil y Lumeras; y á la der. los de Pereda, Caudin Sorbeira, Villarbon, la Bustarga, San Martin de Moreda y San Pedro de Olleros: en el espacio de 2 y 1/2 leg. que abraza su carrera, recibe las aguas de diferentes arroyos y riach. de poca consideracion, siendo de curso perenne, aunque en los meses de verano se disminuye mucho su caudal á causa de hallarse aumentado, asi como los arroyos que se le incorporan, de las muchas nieves que durante el invierno cubren las montañas que le rodean. Sus aguas dan movimiento á 11 molinos harineros y á una ferr. de propiedad particular en el pueblo de Tejedo: en el de San Martin tiene un puente de piedra, de un solo arco y otro de madera denominado de San Martin: cuenta ademas muchos pontones tambien de madera que facilitan el paso de los diversos arroyos que tanto abundan en el espresado velle de Ancares. }prod.: muchas y delicadas truchas, y fertiliza una gran porcion de praderia, alguna hortaliza y tierras linares.
(Madoz, 1845, p. 272)

## Etimología
Figura como Anquares en un documento datado en el año 569. El topónimo referido a la sierra de Ancares fue estudiado por Nicandro Ares, que lo consideró de origen prerromano, a partir de la raíz indoeuropea *ank- 'doblar, curvar'. En concreto, lo interpretó con un significado semejante a "angulares".